# Трудолюбівське водосховище
 Трудолюбівське водосхо́вище — невелике руслове водосховище на річці Ковалівка (ліва притока р. Мерла). Розташоване в Краснокутському районі Харківської області та Чутівському районі Полтавської області.
- Водосховище побудовано в 1977 році по проекту інституту «Харківдіпроводгосп».
- Призначення — зволоження осушених земель в заплавах річок Мерла і Мерчик, риборозведення.
- Вид регулювання — сезонне.

## Основні параметри водосховища
- нормальний підпірний рівень — 120,20 м;
- форсований підпірний рівень — 121,95 м;
- рівень мертвого об'єму — 115,00 м;
- повний об'єм — 2,234 млн м³;
- корисний об'єм — 2,183 млн м³;
- площа дзеркала — 81,79 га;
- довжина — 2,75 км;
- середня ширина — 0,14 км;
- максимальні ширина — 0,50 км;
- середня глибина — 2,70 м;
- максимальна глибина — 6,35 м.

## Основні гідрологічні характеристики
- Площа водозбірного басейну — 107 км².
- Річний об'єм стоку 50 % забезпеченості — 7,06 млн м³.
- Паводковий стік 50 % забезпеченості — 5,99 млн м³.
- Максимальні витрати води 1 % забезпеченості — 74,5 м³/с.

## Склад гідротехнічних споруд
- Глуха земляна гребля довжиною — 665 м, висотою — 9,5 м, шириною — 10 м. Закладення верхового укосу — 1:8, низового укосу — 1:3.
- Шахтний водоскид із монолітного залізобетону висотою — 7,2 м, розмірами 2(3,8х3,8)м.
- Водовідвідна труба двохвічковий із монолітного залізобетону розмірами 2(2,3х2,3)м, довжиною — 28 м.
- Донний водоспуск з двох сталевих труб діаметром 500 мм, обладнаний засувками.

## Використання водосховища
Водосховище було побудовано для зрошення у Краснокутському районі.
На даний час використовується для риборозведення.
Гідротехнічна споруда знаходиться на балансі Краснокутського міжрайонного управління водного господарства.